# Tower Bridge
Il Tower Bridge (in italiano "Ponte della Torre") è un ponte mobile a Londra, situato sul fiume Tamigi. Considerato uno dei simboli più importanti della capitale britannica,  il Ponte della Torre collega i borghi di Southwark e di Tower Hamlets, nei pressi della Torre di Londra, da cui prende il suo nome attuale.

## La nascita
Il Tower Bridge è un ponte relativamente recente, poiché la sua costruzione iniziò nel 1886 e fu completata nel 1894. 
A partire dalla seconda metà del XX secolo il Tower Bridge ha cominciato a riscuotere un successo internazionale, diventando uno dei principali simboli di Londra, preceduto soltanto dal Big Ben e affiancato da Trafalgar Square e dal London Eye. Proprio per la sua notorietà, spesso nel linguaggio comune si tende a confonderlo con il vicino London Bridge, che invece è un ponte a sé stante posto a monte e sebbene le due strutture abbiano storie e architettura decisamente differenti.

### La Special Bridge or Subway Committee
Il progetto di un ponte apribile come ultimo elemento architettonico fra Londra e il mare (non del Tamigi), cominciò nel 1886 quando l'intensificazione e lo sviluppo del traffico urbano sia terrestre che fluviale rese necessaria la realizzazione di un ulteriore ponte che affiancasse il vicino London Bridge. Furono in parecchi ad avanzare ipotesi sulla costruzione di un ponte fisso come gli altri tuttavia ciò avrebbe comportato l'isolamento delle navi più grandi dal centro di scambi fra il London Bridge e la Torre di Londra.
Nel 1876, circa dieci anni prima dell'inizio dei lavori, fu istituita una commissione con il nome di Special Bridge or Subway Committee allo scopo di trovare una soluzione di comune accordo. Alla fine, dopo una riunione presieduta da Albert Joseph Altman, si decise di dare a un qualunque architetto la possibilità di progettare un ponte adatto a risolvere il problema. Nonostante fossero stati inviati oltre cinquanta bozzetti, la commissione non si decise fino al 1884 quando approvò il progetto dell'architetto Horace Jones, che inoltre era anche uno dei giudici città.

### Costruzione

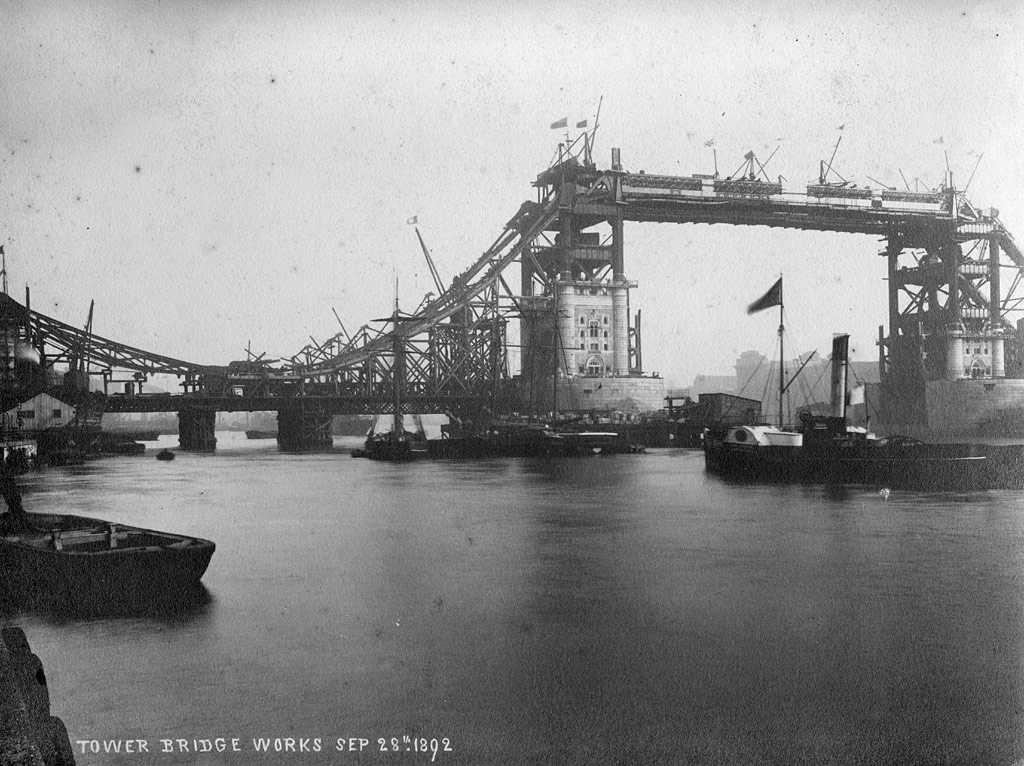
Il ponte in costruzione nel 1892

Alcuni registri dell'epoca testimoniano che la prima pietra fu posata in data 21 giugno 1886 dal Principe di Galles (il futuro re Edoardo VII). Per la realizzazione della struttura furono impiegati quasi otto anni e il lavoro di 432 operai, mentre E. W. Cruttwell fu l'ingegnere responsabile della direzione dei lavori. Due massicci basamenti da più di 70.000 tonnellate di cemento ciascuno, vennero spinti giù nel letto del fiume per creare le fondamenta della struttura portante in acciaio. 
Horace Jones morì nel 1887 prima della fine dei lavori tuttavia colui che mandò avanti il progetto fu George D. Stevenson. Egli fu autore di una variante al progetto ridisegnando i prospetti delle facciate delle torri in un neogotico-vittoriano più ornato, anziché l'originario rivestimento in mattoni previsto da Jones. Questa modifica estetica contribuì a rendere il Tower Bridge un distinto punto di riferimento, armonizzandolo anche con lo stile della vicina Torre di Londra. anche se determinò un costo di circa £ 100.000.000.

### Inaugurazione
Il ponte venne ultimato agli inizi del giugno 1894 e la sua apertura al pubblico risale al 30 dello stesso mese, con una cerimonia di inaugurazione ufficiale presieduta dal Principe di Galles e futuro re Edoardo VII e la moglie Alessandra di Danimarca.
Il ponte collegava l'Iron Gate, sulla riva settentrionale del fiume, con Horselydown Lane a sud, uno sbocco oggi noto con i nomi Tower Bridge e Tower Bridge Road. Fino a prima dell'apertura di questo ponte mobile, Tower Subway - 400 metri circa a ovest - era la maniera più breve per attraversare il fiume da Tower Hill fino al distretto di Southwark. Aperto nel 1870-1871, Tower Subway era la prima ferrovia sotterranea al mondo, ma fu chiusa dopo soli tre mesi di servizio e riaprì in seguito dopo una ristrutturazione che la rese un sottopassaggio pedonale. Con l'inaugurazione del Tower Bridge, in meno di un anno la maggior parte degli utenti di Tower Subway preferì spostarsi di qua e di là dal fiume adoperando le corsie sul ponte in superficie, anche perché non c'era bisogno di pagare un pedaggio per usufruirne. Avendo perso quasi tutti gli introiti, il tunnel sotterraneo fu chiuso nel 1898 lasciando il posto al Tower Bridge.

## Caratteristiche

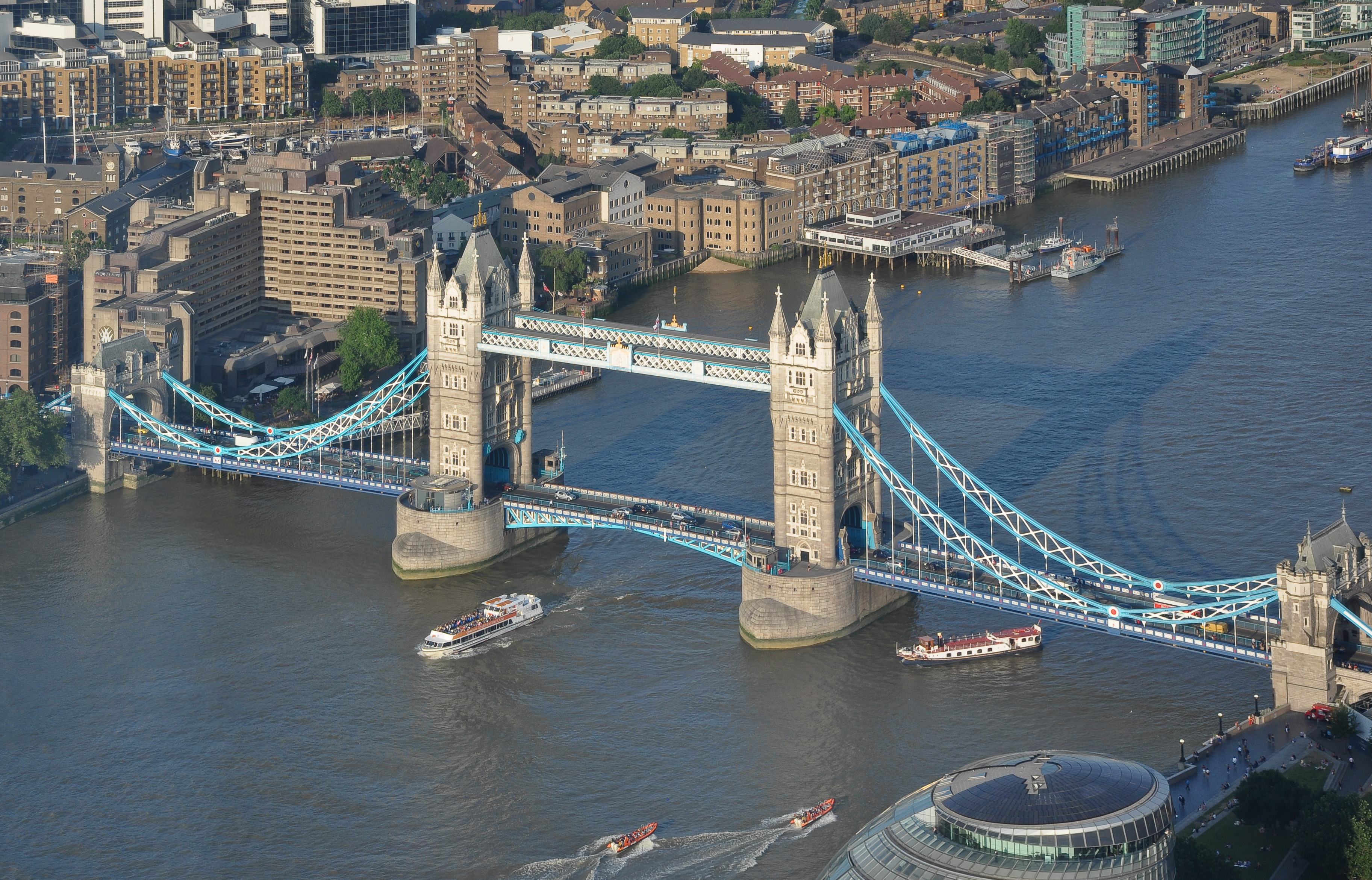
Veduta aerea del ponte

Il Tower Bridge oggi uno dei cinque ponti della capitale inglese passato sotto la proprietà e gestione della City Bridge Trust, un'associazione di beneficenza. Questo è l'unico dei ponti sotto la supervisione della CBT a non collegare la City alla riva di Southwark, dato che il ponte ha un'estremità posta sul distretto di Tower Hamlets.
Quest'opera di ingegneria vittoriana divenne in breve uno dei simboli della capitale britannica. L'ingegnere Sir John Wolfe Barry, collaboratore di Horace Jones, ebbe l'interessante idea di far sostenere a due torri il peso delle sue rampe del ponte una volta aperte, nonché di fornire un ulteriore sostegno con dei perni ancorati a esse. A Jones piacque molto quest'ultima deviazione dal progetto originale e così poterono entrambi dare inizio ai preparativi.
Le sue torri, con le guglie e le passerelle di collegamento, sostengono il meccanismo che solleva il ponte durante il passaggio di grandi navi e in occasioni speciali.
Il ponte ospita The Tower Bridge Exhibition, un museo che ne illustra la storia attraverso percorsi interattivi; si può vedere da vicino anche il motore a vapore che costituì la fonte di energia del meccanismo fino al 1976, quando il sistema venne elettrificato. Il passaggio coperto, aperto al pubblico, offre una notevole vista sul fiume Tamigi.
Quando fu eretto, il ponte era alto 40 m e largo 60. Nel suo periodo di massimo splendore veniva aperto fino a cinque volte al giorno.
Grazie a moderne tecnologie riesce ad aprirsi in soli 90 secondi (un minuto e mezzo), e fa passare le navi fino al ponte adiacente, il London Bridge. Si tratta di un ponte costituito da due torri che sono collegate in cima da due passerelle pedonali coperte, che hanno anche la funzione di aiutare la struttura nel suo insieme a resistere alla forte sollecitazione dovuta alle forze orizzontali causate dal sollevamento del ponte. I perni che consentono il movimento rapido e preciso del ponte si trovano in ognuna delle due torri, ciascuno è adatta a sollevare una parte del ponte.
Ci sono quasi 300 gradini per raggiungere la cima delle torri anche se vi si può giungere per mezzo di un ascensore.
Il ponte è lungo circa 244 m (800 piedi) con due torri ciascuna di altezza pari a 65 m (213 piedi), costruite su dei pilastri. Il meccanismo che rende possibile il sollevamento del ponte fa in modo che le due piattaforme si aprano a formare un angolo di 83° per consentire al traffico fluviale di oltrepassare il ponte.
Le due campate laterali sono dei veri e propri ponti sospesi, ciascuna lunga 82 metri (270 piedi), con le aste di sospensione ancorate sia ai piedritti che attraverso aste contenute all'interno delle passerelle superiori del ponte. Tali passerelle pedonali raggiungono i 44 metri (143 piedi) di altezza dal livello del fiume quando c'è l'alta marea.

### Sistema idraulico

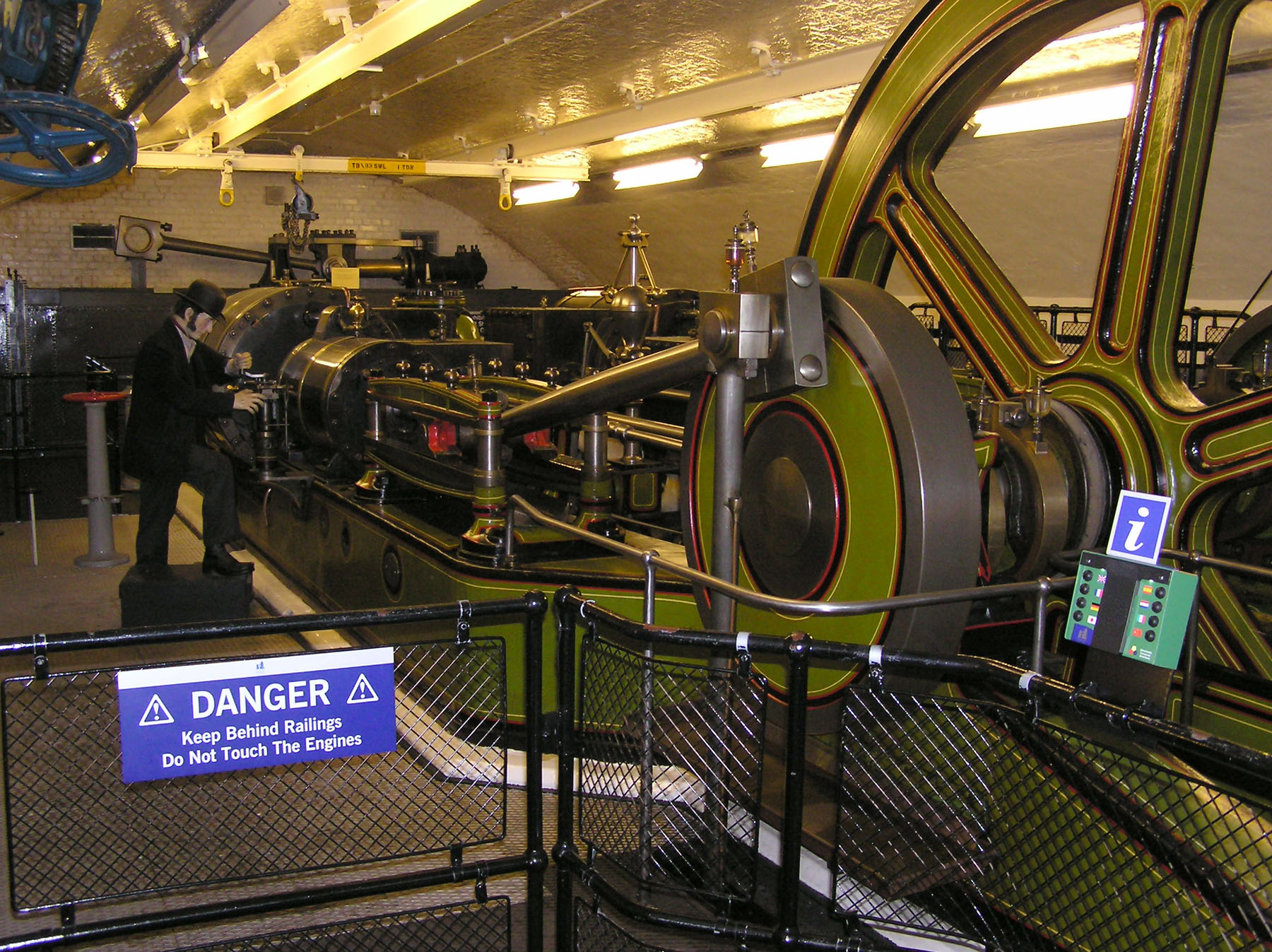
Uno dei motori a vapore originali

L'originale meccanismo di sollevamento era reso possibile grazie ai condotti attraverso cui scorreva acqua pressurizzata, conservata all'interno di capienti accumulatori idraulici. Il sistema fu progettato e in seguito installato dalla Hamilton Owen Rendel (sorta intorno al 1843) mentre era alle dipendenze della Sir W. G. Armstrong Mitchell & Company, con sede a Newcastle upon Tyne. L'acqua che attraversava i condotti era pompata dagli accumulatori idraulici grazie alla forza provvista dai motori a vapore.
Nel 1974, il precedente e ormai antico sistema originale è stato sostituito con uno a conduzione elettro-idraulica. Gli unici componenti della struttura originale sono i pignoni finali, grazie al cui esercizio delle cremagliere rendono possibile il sollevamento del ponte. Tali strumenti sono azionati da ingranaggi e motori moderni, mediante l'utilizzo di olio piuttosto che acqua come fluido idraulico.
Una parte dei macchinari originali è stata mantenuta o migliorata per restare al passo coi tempi, ma non viene più usata. Questa sezione è aperta al pubblico, che ne è molto attratto, e costituisce una delle colonne portanti del museo all'interno del Tower Bridge, che include i motori a vapore, due degli accumulatori idraulici e soltanto uno dei motori originali sopravvissuti che dava la spinta al ponte. Anche tantissimi artefatti correlati sono esposti nel museo.

#### Terzo motore a vapore
Nel periodo della seconda Guerra Mondiale, in veste di precauzione contro eventuali attacchi dei nemici agli altri due motori, un terzo motore venne installato nel 1942, prodotto dalla Vickers Armstrong Ltd nella sede di Newcastle upon Tyne.

### Controlli generali
Per gestire il traffico fluviale al di sotto del ponte, vennero adoperati un certo numero di regole e segnali. Un primo controllo giornaliero consisteva nelle luci dei semafori, di colore verde o rosso per indicare il libero passaggio o meno, installati su delle cabine ad entrambe le estremità del ponte, lungo la zona dei perni di sostegno. Due luci rosse segnalavano l'indisponibilità al passaggio; al contrario, le due luci verdi preannunciavano il "via libera". In caso il maltempo, come spesso accade nelle città inglesi colpite dalla foschia, qualche addetto suonava un gong se i semafori erano scarsamente visibili.
Anche le navi che passavano al di sotto del ponte dovevano avvisare il loro arrivo con dei segnali. Nelle ore di luce, i marinai o i comandanti della ciurma dovevano occuparsi di appendere in alto all'imbarcazione una palla nera delle dimensioni di poco più di mezzo metro (2 ft); nelle ore notturne, invece, due grandi luci rosse dovevano essere esposte nel medesimo punto. Nel caso in cui il tempo avesse impedito scrutare i segnali sia della nave che del ponte, il capo del ponte richiedeva che la nave lanciasse segnali di avvertimento con dei fischi di vapore.
Talvolta, se due palle nere (oppure due enormi luci rosse) erano appese al centro di entrambe le passerelle, i naviganti capivano che il ponte non poteva essere aperto per una qualche ragione, spesso l'assenza di personale nelle ore tarde. Segnali simili erano ripetuti a Cherry Garden Pier, dove le barche che necessitavano di passare attraverso il ponte dovevano issare le loro segnaletiche in alto per avvisare l'immediata apertura del ponte o venire a conoscenza dell'impraticabilità del passaggio.

## Traffico

### Stradale
Il Tower Bridge resta ancora oggi una delle arterie principali della capitale londinese. Secondo una recente statistica, è stato calcolato che ogni giorno il ponte è attraversato da circa 40'000 persone.
Data la frequenza con cui tale ponte è sfruttato dai londinesi e dai turisti, il governo londinese ha deciso di porre delle rigide limitazioni al fine di preservare l'integrità di tutta la struttura. È così che non si può violare il limite dei 32 km orari a bordo di un veicolo (20 miglia orarie) ed è vietato attraversare con un mezzo pesante più di 18 tonnellate. I sistemi di sicurezza (ovvero delle telecamere) consentono di monitorare la velocità del traffico e di spedire delle multe ai trasgressori dei limiti grazie ad un sofisticato sistema di riconoscimento delle targhe dei veicoli. Dei sensori sparsi lungo il ponte servono a calcolare alla buona il peso dei mezzi.

### Fluviale
È stato stimato che il ponte si sollevi all'incirca 1000 volte all'anno, anche se negli ultimi tempi il traffico fluviale si è notevolmente ridotto. Si è anche diffusa la voce che si è fortunati a vedere il Tower Bridge aperto.
Nel 2000 vennero installati diversi sistemi all'avanguardia per far sollevare il ponte mobile anche a distanza. Tuttavia, questo metodo si è rivelato piuttosto inaffidabile, poiché il segnale poteva essere facilmente disturbato, intercettato o messo alla prova dal maltempo, causando chiusure o aperture inaspettate o incomplete, come accaduto nel 2005. Questi sistemi sono stati poi sostituiti.

## Il restauro tra il 2008 e il 2012
Nel mese di aprile del 2008 venne annunciato che il Tower Bridge avrebbe subito un restauro dal costo di circa 4 milioni di sterline, richiedendo all'incirca quattro anni per essere ultimato. Questo lavoro ha comportato la rimozione della precedente vernice, a tratti scomparsa o visibilmente corrosa, per una nuova tintura con i colori blu e bianco. Mano a mano che si procedeva con la nuova mano di vernice, ogni sezione veniva munita di impalcature e teli in plastica al fine di ridurre la quantità di vernice che sarebbe caduta nel fiume a causa del vento e che avrebbe potuto inquinare le acque.

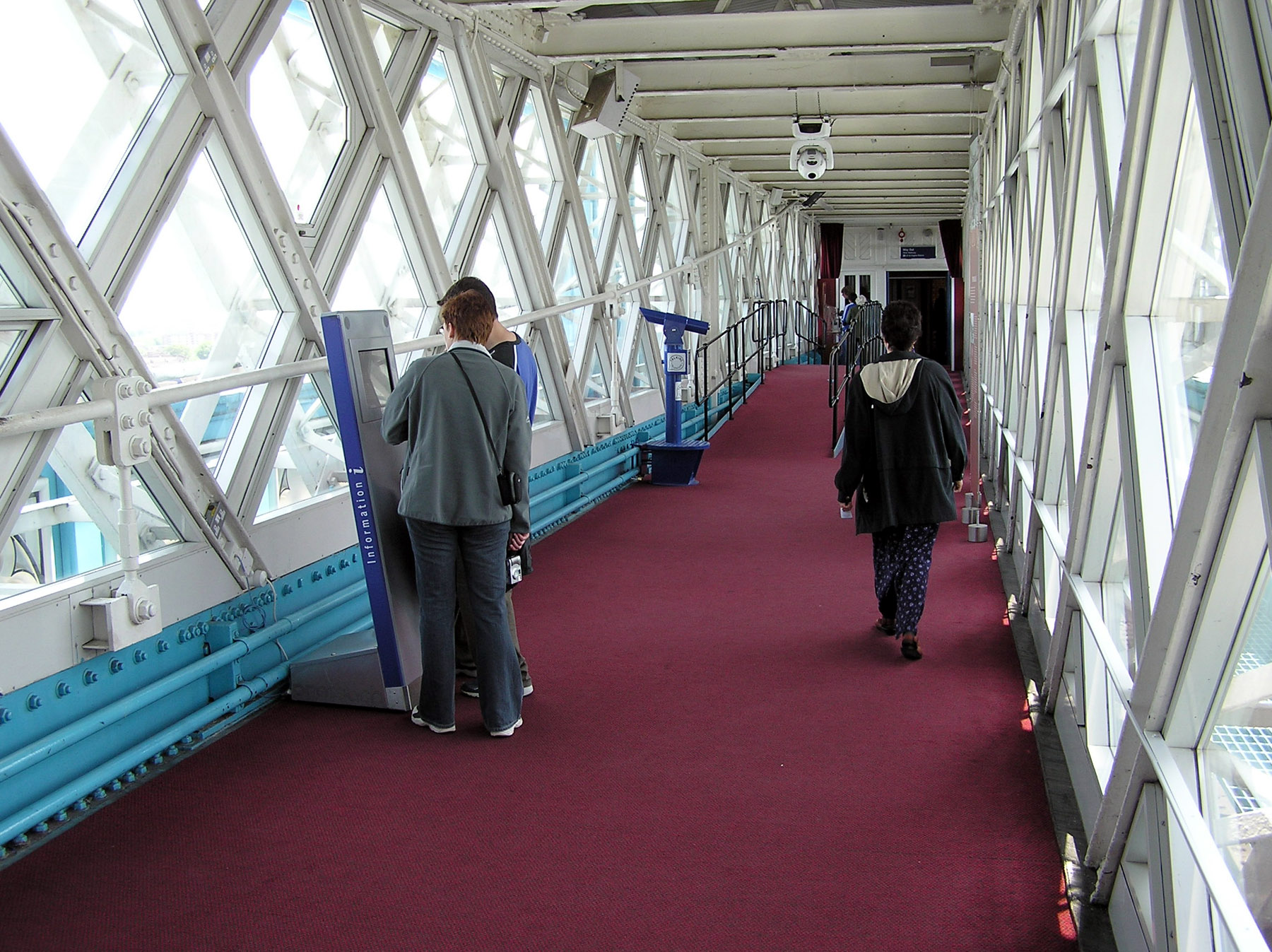
Gli interni delle passerelle

A metà del 2008 le imprese hanno lavorato su un quarto del ponte per minimizzare i disagi agli utenti e al turismo, ma inevitabilmente alcune strade hanno dovuto restare chiuse per un breve periodo. Grazie alle moderne tecniche di conservazione, si stima che la vernice nuova resisterà all'azione corrosiva degli agenti atmosferici per almeno venticinque anni. Il rinnovamento degli interni delle passerelle sopraelevate è stato completato con successo nel giugno del 2009. Dentro di esse, oltre ai lavori di manutenzione, è stato aggiunto un nuovo sistema di illuminazione progettato da Eleni Shiarlis; questa nuova rete di illuminazione viene attivata soltanto se il Tower Bridge ospita una mostra o un evento in particolare.

## Incomprensioni e leggende
Nel linguaggio comune talvolta si tende a identificare il vicino London Bridge come Tower Bridge.
A Londra si diffuse la leggenda metropolitana secondo cui Robert McCulloch,  nel 1968 acquistò il vecchio London Bridge (in seguito smantellato e ricostruito a Lake Havasu City, in Arizona) credendo in realtà di acquistare il Tower Bridge. Tuttavia lo stesso McCulloch smentì questa circostanza..

## Giochi Olimpici di Londra 2012
Nel giugno del 2012, in occasione della ricorrenza dei Giochi Olimpici a Londra, sono stati appesi al centro delle passerelle sovrastanti il ponte i cerchi olimpici, simbolo dei giochi. Il loro scopo era quello di segnalare la mancanza di un solo mese alla cerimonia di apertura. Gli anelli hanno avuto un costo di realizzazione di quasi 260.000 sterline, misurano 25 x 12 metri e pesano all'incirca 13 tonnellate. Al termine delle Olimpiadi, i cerchi sono stati sostituiti con l'emblema delle Paralimpiadi.
In data 9 giugno 2012 un AgustaWestland AW139 è volato tre volte presso il Tower Bridge mentre veniva ripreso da un secondo elicottero. La sequenza è servita poi come segmento iniziale del video andato in onda all'inizio della Cerimonia d'Apertura dei Giochi Olimpici, una sequenza dal titolo Happy and Glorious in cui si vedono Daniel Craig nei panni di James Bond e la regina Elisabetta II (impersonata da un sosia durante il volo in paracadute sopra l'Olympic Stadium).
Tra il 9 e il 10 giugno dello stesso anno sono state fatte diverse riprese per alcuni frammenti del video andato in onda in mondovisione durante la cerimonia d'apertura. Il noto calciatore inglese David Beckham alla guida di un BLADERUNNER BR RIB35X ha portato la torcia olimpica verso l'Olympic Stadium passando al di sotto del Tower Bridge aperto.

## Incidenti

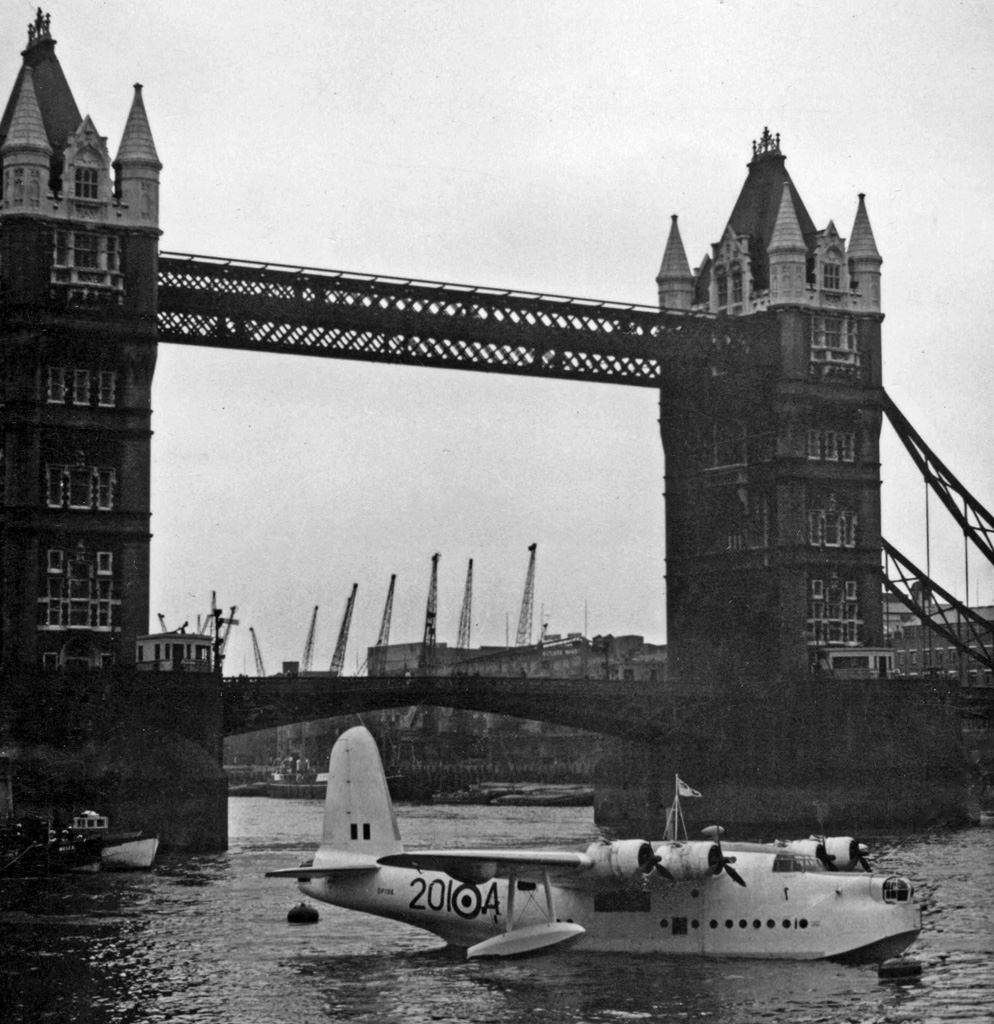
Uno Short Sunderland ormeggiato al Tower Bridge per la commemorazione della Battle of Britain

Nel 1952 il ponte mobile cominciò a sollevarsi quando un autobus a due piani lo stava attraversando dopo aver lasciato indietro la riva sud del Tamigi. In quel periodo, l'addetto al controllo del ponte era solito suonare un campanello non appena il ponte era sgombro per poter dare il via libera per il sollevamento. Quel giorno, qualcosa andò storto in tale procedura e mentre la parte sud si stava sollevando, l'autobus rimase in bilico sul ciglio rischiando pericolosamente di cadere. L'autista, il signor Albert Gunter, con la mente fredda decise senza troppi indugi di premere con forza l'acceleratore riuscendo a balzare dal lato opposto del ponte, che non aveva ancora raggiunto lo stesso livello dell'altro. Fortunatamente, non ci sono state conseguenze gravi e l'autobus ha potuto continuare la sua corsa.
L'incidente noto al pubblico britannico come «The Hawker Hunter Tower Bridge Incident» risale al 5 aprile 1968 quando il pilota di un velivolo della Royal Air Force targato Hawker Hunter FGA-9, volò intorno al Tower Bridge più volte per festeggiare il cinquantesimo anniversario dalla fondazione della RAF. Il pilota, il signor Alan Pollock, decise di dare un'esibizione a modo suo e così, senza alcuna autorizzazione, si distaccò dal gruppo ed effettuò delle manovre a bassa quota, sfiorando il Tamigi, oltrepassando le Houses of Parliament e arrivando dritto al Tower Bridge. Qui riprese lentamente quota fino alla mancata collisione con le passerelle sopraelevate del ponte. Mentre compiva quest'ultimo passo, Pollock col senno di poi comprese la gravità dell'accaduto. All'atterraggio l'uomo venne immediatamente arrestato e, entro pochi giorni, sollevato dal suo incarico con anche l'impossibilità di fare nuovamente domanda per entrare nella RAF e difendersi dai provvedimenti della Corte Marziale.
Nell'estate del 1973 un monomotore Beagle Pup volò per ben due volte sotto la passerella pedonale del Tower Bridge, guidato dal ventinovenne Paul Martin. Con il velivolo passò attraverso diversi edifici prima di schiantarsi nel Lake District circa due ore più tardi.
Nel maggio del 1997, il corteo del Presidente degli Stati Uniti d'America Bill Clinton, in visita a Londra, fu diviso dall'apertura del ponte. La chiatta a vela Gladys che stava navigando lungo il Tamigi, mentre si stava recando ad una riunione a St Katharine Docks, arrivò nei tempi previsti e il ponte fu regolarmente aperto per lei. Di ritorno da un pranzo nel ristorante Le Pont de la Tour, lungo la riva del fiume, insieme al Primo Ministro Tony Blair, il Presidente Clinton non fu puntuale e giunse al ponte nell'esatto momento in cui iniziò la procedura di sollevamento. L'apertura inaspettata del ponte in pochissimi istanti divise in due il corteo, con grande costernazione da parte del personale addetto alla sicurezza. Un portavoce del Tower Bridge viene spesso citato con la sua frase: «Abbiamo più volte cercato di contattare l'Ambasciata americana, ma non s'interessavano di rispondere al telefono».
In data 19 agosto 1999 Jef Smith, un cittadino onorario della città di Londra, ha fatto attraversare il ponte ad un gregge di due pecore. A suo dire stava esercitando un vecchio diritto, concesso solo ai cittadini onorari, ovvero quello di valorizzare i vecchi poteri e diritti dei cittadini più anziani, poteri che a lungo andare sono stati erosi o sminuiti dal progresso.
Pochi minuti prima dell'alba, in data 31 ottobre 2003, David Crick, un attivista del movimento britannico Fathers 4 Justice, si arrampicò sulla torre di una gru alta quasi 30 metri (100 piedi) vicino al Tower Bridge come inizio di un periodo di sei giorni durante il quale aveva intenzione di protestare e diffondere la sua causa vestito con un costume da Spider-Man. Temendo per la sua sicurezza e quella degli automobilisti nelle vicinanze della gru ora in mano del signor Crick, la polizia decise che la soluzione migliore doveva essere quella di chiudere il Tower Bridge al traffico, causando così un imbottigliamento incredibile nella City e nell'area orientale di Londra. La gru serviva per i lavori di costruzione di una torre chiamata "K2" e la cui ditta imprenditoriale era la Taylor Woodrow Construction Ltd., ancora parzialmente impegnata della progettazione dell'edificio. La Metropolitan Police è stata poi a lungo criticata per la sua scelta di tenere chiuso il ponte per cinque giorni, con i cittadini che sostenevano l'inutilità di tale provvedimento.
L'11 maggio del 2009 un gruppo composto da sei persone è rimasto coinvolto in un incidente. Un ascensore ha avuto dei problemi e il malfunzionamento ha provocato la caduta dell'impianto di circa 3 metri (10 ft) all'interno della torre a nord.

## Cultura di massa

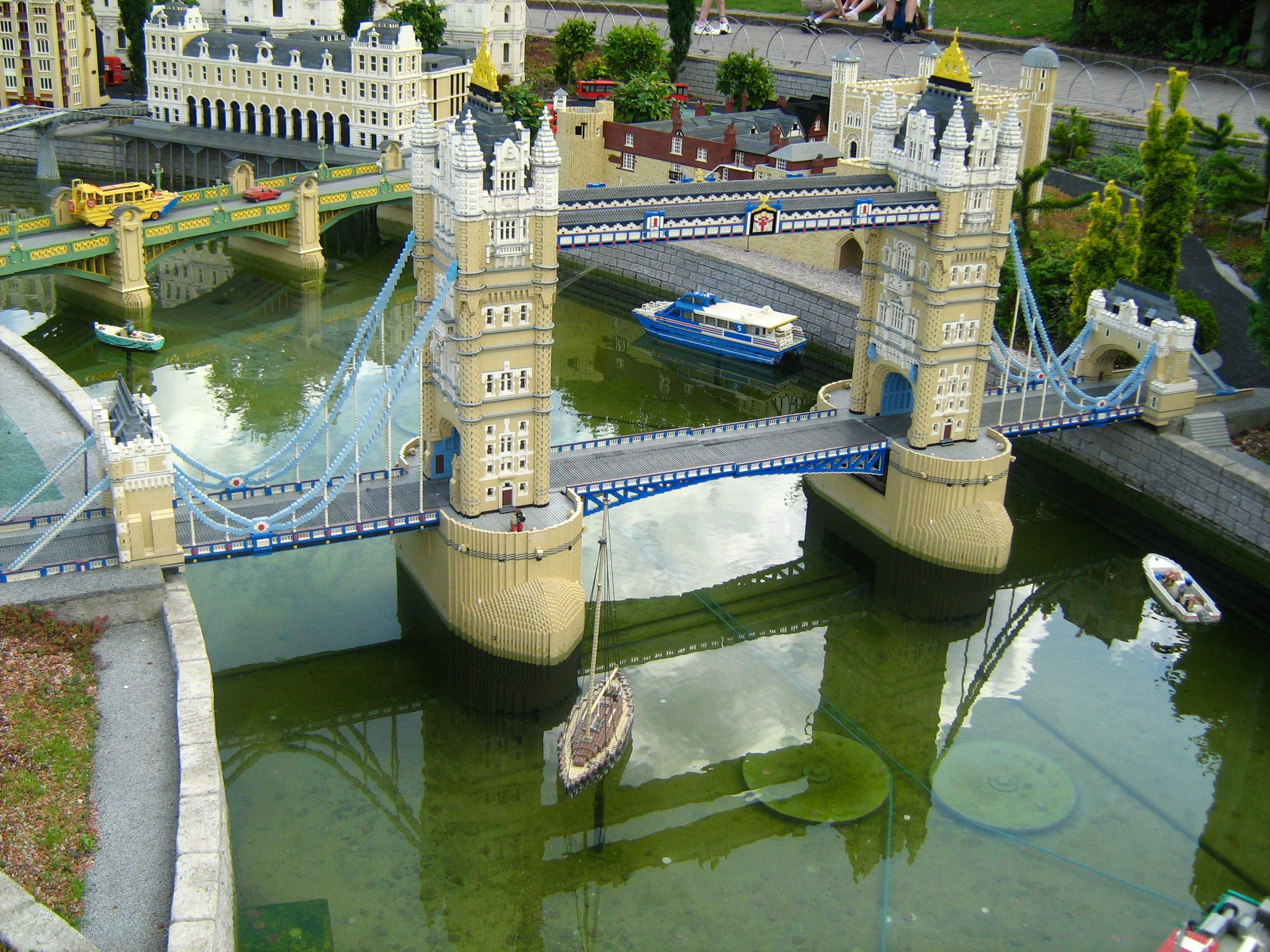
Il Tower Bridge nel Parco in Miniatura di Lego, a Windsor

Una replica in miniatura del Tower Bridge si trova al parco Legoland di Windsor, in Inghilterra. La fedele ricostruzione con i noti mattoncini di plastica ricalca alla perfezione la struttura originale.

### Cinema/video musicali
Il Tower Bridge è apparso in diversi cortometraggi e lungometraggi. Più di recente è stata utilizzato come location per il film del 2009 Sherlock Holmes. Si può vedere inoltre in La mummia - Il ritorno. Elenco di altri film:
- Il mondo perduto (1925);
- Gorgo (1961);
- Frenzy (1972);
- Spiceworld (1997);
- Thunderbirds (2004);
- Wolfman (2010);
- Midnight Memories, One Direction (2014);
- Cars 2 (2011);
- La quinta onda (2016);
- Independence Day - Rigenerazione (2016);
- Spider-Man: Far from Home (2019).